# كركند الشجر
كركند الشجر (الاسم العلمي: Dryococelus) هو جنس من الحشرات يتبع فصيلة الشبحات من رتبة الشبحيات.

## أنواع كركند الشجر
- كركند الشجر الأسترالي